# Distrito de Saanen
El distrito de Saanen (en francés district de Gessenay) es uno de los antiguos veintiséis distritos del cantón de Berna, Suiza, situado al suroeste del cantón, tenía una superficie de 241 km². La capital del distrito era Saanen.

## Geografía
El distrito de Saanen es uno de los distritos que forman la región del Oberland bernés (Berner Oberland en alemán). Limita al norte con el distrito de Gruyère (FR), al este con el de Obersimmental, al sur con los de Hérens (VS) y Sion (VS), y al oeste con los de Aigle (VD) y Riviera-Pays-d'Enhaut (VD).

## Historia
El distrito fue disuelto el 31 de diciembre de 2009 tras la entrada en vigor de la nueva organización territorial del cantón de Berna. Las comunas fueron absorbidas en su totalidad por el nuevo distrito administrativo de Obersimmental-Saanen.

## Comunas
| Distrito de Saanen | Distrito de Saanen     | Distrito de Saanen | Distrito de Saanen | Distrito de Saanen |
| Comunas            | Población (31.12.2008) | Superficie km²     | Densidad hab./km²  |                    |
| ------------------ | ---------------------- | ------------------ | ------------------ | ------------------ |
| Gsteig bei Gstaad  | 959                    | 62,4               | 16,36              |                    |
| Lauenen            | 812                    | 58,7               | 13,95              |                    |
| Saanen             | 6961                   | 119,8              | 58,01              |                    |
| Total (3)          | 8732                   | 240,9              | 36,24              |                    |